# Astragalus grey-wilsonianus
Astragalus grey-wilsonianus är en ärtväxtart som beskrevs av Dieter Podlech. Astragalus grey-wilsonianus ingår i släktet vedlar, och familjen ärtväxter. Inga underarter finns listade i Catalogue of Life.